# Ducado de Somerset
Duque de Somerset, del condado de Somerset, es un título que ha sido creado cinco veces en la nobleza de Inglaterra. Está particularmente asociado con dos familias: los Beaufort, que ostentaron el título desde la creación de 1448, y los Seymour, desde la creación de 1547, en cuyo nombre aún se mantiene el título. El presente ducado es único, ya que el primer poseedor del título lo creó para sí mismo en su calidad de Lord Protector del Reino de Inglaterra, usando un poder otorgado en la voluntad de su sobrino el rey Eduardo VI de Inglaterra.
El único título subsidiario del duque de Somerset es Baron Seymour, que es usado como título de cortesía en el Reino Unido por el hijo mayor y heredero del duque. Este título de cortesía es el más bajo en rango de todos los herederos de ducados en la nobleza de las islas británicas, sin embargo, el precedencia del titular es más alto de lo que sugiere su título, en virtud de la antigüedad del Ducado de Somerset. (el único duque no real más antiguo es el Duque de Norfolk).
Los duques de Somerset han tenido varios otros títulos, pero se han extinguido. Estos incluyen: Conde de Kendal (creado en 1443, extinto en 1444), Conde de Somerset (creado en 1397, perdido en 1461), Marqués de Dorset (creado en 1397, degradado en 1399; creado en 1442, confiscado en 1461), Marqués de Somerset (creado en 1397, degradado en 1399), Conde de Dorset (creado en 1441, confiscado en 1461), Vizconde de Rochester (creado en 1611, extinto en 1645), Vizconde Beauchamp de Hache (creado en 1536, perdido en 1552), Conde de Hertford (creado en 1537, perdido en 1552; y creado en 1559, extinto en 1750), Marqués de Hertford (creado en 1640, extinto en 1675), Baron Seymour of Trowbridge (creado en 1641, extinto en 1750), Baron Percy (creado en 1722, separado en 1750), Baron Cockermouth (creado en 1749, separado en 1750), Conde de Egremont (creado en 1749, separado en 1750) y Conde de St. Maur (creado en 1863, extinto en 1885).
La sede ducal es Bradley House en Maiden Bradley, al oeste de Wiltshire, con una finca secundaria en Berry Pomeroy Castle, Totnes, Devon. El principal lugar de entierro para la familia Seymour hoy es la Iglesia de Todos los Santos, Maiden Bradley, adyacente a Bradley House; se puede llegar a la iglesia y al cementerio familiar desde los terrenos de Bradley House a través de un acceso privado.

## Creación de la emperatriz Matilde
William de Mohun de Dunster (? – c. 1155), un favorito de la Emperatriz Matilde y un partidario leal de ella en la guerra contra el rey Esteban I de Inglaterra (durante la cual  se ganó el epíteto del "Azote del Oeste"), recibió el título de Conde de Somerset en 1141. En la carta de fundación del priorato de Bruton se describe a sí mismo como "Willielmus de Moyne, comes Somersetensis".  El título no fue reconocido por Esteban o Enrique II de Inglaterra (hijo de Matilde), y sus descendientes no lo usaron.

## Creaciones de los Beaufort

Armas de Beaufort: Armas reales del rey Eduardo III (con Francia moderna) dentro de un borde compuesto de plata y azul

John Beaufort (1371/1373–1410) era el hijo mayor del matrimonio de John de Gaunt con Katherine Swynford. Fue creado conde de Somerset el 10 de febrero de 1397; el 9 de septiembre de 1397, tras su matrimonio con Margaret Holland, hija de Thomas Holland, II conde de Kent, fue ascendido a marqués de Somerset, y unas semanas más tarde, el 29 de septiembre de 1397, fue creado también marqués de Dorset. Sin embargo, en 1399, cuando Enrique IV de Inglaterra ascendió al trono, sus dos marquesados fueron revocados.
La Cámara de los Comunes de Inglaterra solicitó al rey su restauración, pero el propio Somerset se opuso, afirmando que "el nombre de marqués es un nombre extraño en este reino". Su hijo Henry Beaufort (1401–1418) lo sucedió como conde de Somerset, pero su temprana muerte dejó el condado a su hermano John Beaufort (1404–1444). Fue creado duque de Somerset y conde de Kendal el 28 de agosto de 1443 y murió menos de un año después, el 27 de mayo de 1444, quizás por suicidio. El ducado de Somerset y el condado de Kendal se extinguieron.
El condado de Somerset pasó a su hermano Edmund Beaufort, conde de Mortain (c.1406–1455). Edmund había sido nombrado conde de Dorset el 18 de agosto de 1442 y marqués de Dorset el 24 de junio de 1443. Fue creado duque de Somerset bajo una nueva creación el 31 de marzo de 1448. A pesar de esto, generalmente se lo conoce como el II duque de Somerset.
El II duque murió en la Primera batalla de St Albans el 22 de mayo de 1455 y sus títulos nobiliarios pasaron a su hijo Henry Beaufort (1436-1464) que había sido conocido como conde de Dorset desde la creación de su padre como duque de Somerset. Después de la derrota en la batalla de Towton el 29 de marzo de 1461, huyó a Escocia y fue alcanzado el 4 de noviembre de 1461. Todos sus honores y propiedades fueron declarados perdidos. Sus títulos le fueron devueltos el 10 de marzo de 1463, pero abandonó al rey y fue capturado y decapitado después de la batalla de Hexham el 15 de mayo de 1464.
No estaba casado, pero su hijo ilegítimo Charles Somerset se convirtió en el I conde de Worcester. Los títulos de Henry fueron confiscados por ley del Parlamento; pero su hermano Edmund Beaufort (c.1439–1471) fue nombrado duque de Somerset por los lancasterianos. Después de la Batalla de Tewkesbury el 4 de mayo de 1471, huyó y se refugió en la Abadía de Tewkesbury. Fue decapitado por los yorkistas y enterrado en la iglesia de la abadía. A su muerte, la casa de Beaufort se extinguió en la línea legítima.

## Creaciones de la familia real
En 1499 Enrique VII de Inglaterra nombró a su pequeño hijo Edmundo Tudor, duque de Somerset en su bautismo, pero el niño, que tenía poco más de un año cuando murió, era probablemente nunca creó formalmente un par.
El hijo ilegítimo de Enrique VIII de Inglaterra, Henry Fitzroy, (1519-1536), por Bessie Blount, fue creado Conde de Nottingham, y Duque de Richmond y Somerset el 18 de junio de 1525. Murió sin herederos el 22 de julio de 1536, por lo que sus títulos se extinguieron.

## Conde de Somerset bajo Jacobo VI y I
Robert Carr (c.1590–1645), nacido Kerr/Ker, hijo de Sir Thomas Ker de Ferniehirst, se convirtió en un favorito del rey Jacobo VI y I. El 25 de marzo de 1611 fue creado vizconde de Rochester y, posteriormente, consejo privado. A la muerte de Lord Salisbury en 1612, comenzó a actuar como secretario del rey. El 3 de noviembre de 1613 fue nombrado conde de Somerset. Murió en julio de 1645, dejando una hija, Anne. Sus títulos se extinguieron.

## La creación de Seymour y el reclamo delsigloXVIIpara volver a las creaciones de Beaufort

Arms of Seymour: Gules, dos alas unidas en señuelo

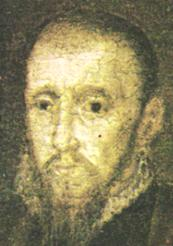
Edward Seymour, I duque de Somerset

Edward Seymour, I duque de Somerset (c. 1500–1552), era hermano de la tercera esposa de Enrique VIII, Jane Seymour. Enrique lo hizo crear Vizconde Beauchamp de Hache en 1536 y Conde de Hertford en 1537. Se convirtió en Lord Protector de Inglaterra al comienzo de la minoría de edad de su sobrino, Eduardo VI entre 1547 y 1549. Edward Seymour se casó dos veces; se divorció de su primera esposa, Catherine Fillol, renegando de ella y de sus hijos, alrededor de 1535 y se casó con Anne Stanhope, quien le dio nueve hijos. En 1547, con la aquiescencia del Consejo Privado, se proclamó duque de Somerset. Compró el Castillo de Berry Pomeroy a Sir Thomas Pomeroy, en 1547, aunque probablemente nunca lo visitó.
Menos de dos años después de perder su posición como lord protector, perdió sus títulos y fue decapitado el 22 de enero de 1552. Fue reemplazado en el gobierno minoritario de Eduardo VI por John Dudley, duque de Northumberland, cuyo estilo pragmático contrastaba con la mezcla de idealismo y arrogancia de Seymour.
En 1644 Carlos I de Inglaterra concedió el condado de Glamorgan a Edward Somerset (1613–1667). Era descendiente de Charles Somerset, el hijo ilegítimo de Henry Beaufort, III duque de Somerset. A cambio de obtener ayuda militar de Irlanda, le prometió a Eduardo el título de Duque de Somerset. Bajo la Commonwealth Edward fue desterrado de Inglaterra y sus propiedades fueron incautadas. En la Restauración sus propiedades fueron restauradas, y reclamó el ducado de Somerset como le prometió Carlos I. Sin embargo, esta reclamación fue rechazada por la Cámara de los Lores, al igual que la título de Conde de Glamorgan. Esto permitió al rey Carlos II de Inglaterra restaurar el título ducal a la cuarta familia de la creación, los Seymour, que descienden del regente de facto del país, el señor protector en 1547.

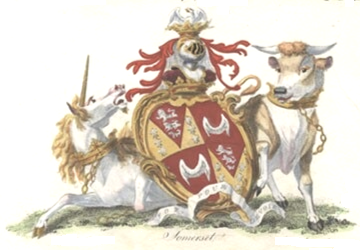
Escudo de armas de los duques Seymour de Somerset. Cresta: De una corona ducal o de un semi-fénix en llamas propiamente dicho. Partidarios: dexter: Un unicornio de plata armado desgarrado y arrugado o atiborrado de una corona ducal de azul pálido y encadenado de la última; sinister: Un toro azul armado desgarrado ducalmente atiborrado y encadenado o

Edward Seymour (1538-1621) era hijo y heredero de Edward Seymour, I duque de Somerset, de su segundo matrimonio. Fue creado conde de Hertford en 1559 bajo Isabel I de Inglaterra. Su nieto William Seymour (1588-1660) se casó en secreto con Lady Arbella Stuart (1575-1615) el 22 de junio de 1610. Era sobrina de Lord Darnley, un Estuardo, primo hermano de Jacobo I de Inglaterra y abogado de los hijos de Jacobo, próximo en la sucesión a los tronos escocés e inglés. Tanto William como Arbella fueron encarcelados pero lograron escapar. William huyó a París, pero Arbella fue recapturada. Fue encarcelada en la Torre de Londres donde murió en 1615. William regresó a Inglaterra poco después de su muerte y heredó los títulos de su padre en 1621. Carlos I recibió su apoyo y lo nombró Marqués de Hertford en 1640 y el 13 de septiembre de 1660, poco antes de su muerte el 24 de octubre, se le devolvió el título de duque de Somerset como legítimo heredero, tras su inexistencia durante 108 años. Sobrevivió a sus tres hijos mayores y, a medida que el ducado desciende a los herederos varones del titular de la concesión de 1547, pasó a William Seymour (1654-1671), que era hijo de Henry Seymour (vivió entre 1626 y 1654). El III duque murió soltero y el título pasó a John Seymour (antes de 1646-1675), el último hijo superviviente del II duque, su tío. A su muerte sin descendencia el 29 de abril de 1675, solo se extinguió el marquesado de Hertford. Su primo lejano Francis Seymour, III barón Seymour de Trowbridge (1658-1678) se convirtió en el V duque de Somerset. Francis era el hijo mayor sobreviviente de Charles Seymour (1621–1665), cuyo padre, Sir Francis Seymour (c. 1590 –1664), hermano menor del II duque de Somerset, había sido nombrado barón Seymour de Trowbridge en 1641.
Cuando el V duque murió soltero en 1678, el título pasó a su hermano, Charles Seymour (1662-1748), hijo menor del II barón Trowbridge. El VI duque, conocido como "el orgulloso duque", era una de las favoritas de Ana de Gran Bretaña. Primero se casó con Lady Elizabeth Percy, hija de Joceline Percy, XI conde de Northumberland (1644–1670). Ella murió en 1722 y en 1725 se casó con Lady Charlotte Finch (1711-1773), hija de Daniel Finch, II conde de Nottingham. El VI duque murió el 2 de diciembre de 1748, en Petworth House, Sussex a los 86 años, dejando el título a su hijo de su primer matrimonio Algernon Seymour (1684–1750).

### Títulos subsidiarios posteriores
Algernon había sido nombrado barón Percy en 1722. Después de suceder a su padre como VII duque de Somerset, fue nombrado conde de Northumberland en 1749, el condado de Northumberland se extinguió con la muerte de su abuelo materno en 1670. El resto del condado fue para pasar a Sir Hugh Smithson, esposo de la hija de Algernon, Elizabeth Seymour (a. 1730-1776), mientras que los títulos de barón Cockermouth y conde de Egremont quedaron en manos de los hijos de su hermana, Lady Catalina Seymour (1693-1731). Sin descendencia masculina, a su muerte en febrero de 1750 estos títulos pasaron por lo tanto a diferentes familias de acuerdo con los restos de las patentes de su creación. El condado de Hertford, la baronía de Beauchamp y la baronía de Seymour de Trowbridge se extinguieron; y el ducado de Somerset, junto con la baronía de Seymour, recayó en su primo lejano.

### Descendencia posterior
Sir Edward Seymour, VI baronet de Berry Pomeroy (1694–1757) se convirtió en el VIII duque de Somerset en 1750. El I baronet fue Sir Edward Seymour (1556–1613), hijo de Edward Seymour (1527/1535-1593) que era el hijo mayor del I duque y de Catherine Seymour (de soltera Filliol). Era descendiente de séptima generación del I duque. El IV baronet había sido presidente de la Cámara de los Comunes durante el reinado de Carlos II y trasladó la casa familiar del Castillo de Berry Pomeroy en Devon a Bradley House en Maiden Bradley.
A la muerte de este duque fue sucedido por su hijo mayor Edward Seymour (1717–1792). Murió soltero y fue sucedido por su hermano Webb Seymour (1718–1793) quien se convirtió en el X duque. Su hijo Edward Adolphus Seymour (1775–1855) fue un destacado matemático y se convirtió en el XI duque tras la muerte de su padre. Cambió el apellido a St. Maur, pero Seymour todavía se usaba con mucha frecuencia.

## XII duque e hijos, los Condes St. Maur

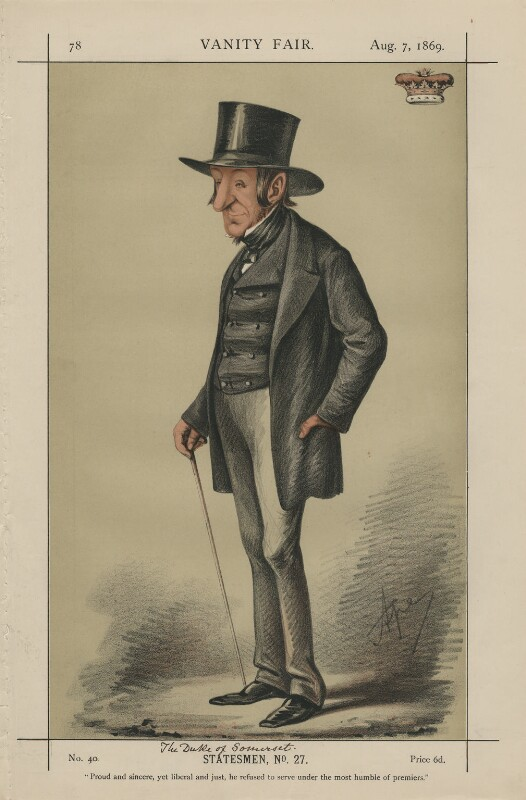
Edward Seymour

El XI duque fue sucedido por su hijo mayor Edward Adolphus Seymour (1804–1885), quien fue nombrado conde St. Maur, de Berry Pomeroy en 1863 su hijo mayor, que falleció antes que él Edward AF Seymour (1835–1869) fue conocido como Lord Seymour hasta 1863 como título de cortesía que adoptó "Earl St. Maur". Comúnmente conocido como Ferdy, fue un aventurero que se unió al ejército de Garibaldi bajo el nombre ficticio de Capitán Richard Sarsfield. En 1866 inició una relación con una criada de 17 años llamada Rosina Swan. El Conde llevó a Rosina con él durante sus viajes, regresando a Inglaterra con ella en 1868 para vivir cerca de Brighton. Ferdy y Rosina tuvieron dos hijos; una niña llamada Ruth (1867-1953) nació mientras la pareja estaba en Tánger y un niño llamado Richard 'Harold' St. Maur (1869-1927) nació en Brighton poco antes de la muerte de su padre. Si el conde se hubiera casado con Rosina, Harold habría sido el heredero del ducado de su abuelo y, por esta razón, Harold trató de encontrar pruebas de que la pareja se había casado mientras vivían en los Países Bajos, ofreciendo una recompensa de 50 libras esterlinas. (igual a aproximadamente £6000 hoy) para obtener evidencia que respalde el reclamo, pero no fue exitoso.

## Del XIII al XIX duque
El XII duque murió el 28 de diciembre de 1885 a la edad de 81 años sobreviviendo a sus dos hijos sin herederos varones legítimos y el título pasó a su anciano hermano soltero Archibald Henry Algernon Seymour (1810–1891); cuando murió unos años más tarde, el hermano menor Algernon Percy Banks St. Maur (1813–1894) se convirtió en el XIV duque. Tres años y medio después estaba muerto. Su hijo Algernon Seymour (1846–1923) se convirtió en el XV duque.
Murió sin hijos y el título pasó a su primo lejano Edward Hamilton Seymour (1860–1931), tataranieto de Lord Francis Seymour, Decano de Wells (1726-1799), hijo menor del VIII duque. Fue sucedido por su hijo Evelyn Francis Seymour (1882–1954), quien pasó el título a su hijo Percy Hamilton Seymour (1910-1984). El título lo ostenta actualmente su hijo John Michael Edward Seymour, que nació en 1952. El heredero actual del título es Sebastian Seymour, Lord Seymour, que nació en 1982.

## Armas
- Cresta, de una corona o un fénix del último que sale de las llamas propiamente dichas
- Corona, la de un duque
- Escudo trimestral: 
  - 1.º y 4.º, en una pila de gules entre seis flores de lis azur tres leones de Inglaterra (siendo el aumento de honor otorgado por el rey Enrique VIII en su matrimonio con Jane Seymour);
  - 2º y 3º, de gules dos alas unidas en señuelo las puntas hacia abajo (Seymour)
- Soportes:
  - Dexter: un unicornio argenta armado con melena y copetudo atiborrado de una corona de celeste pálido y al que se le ha fijado una cadena del último;
  - Sinister: un toro azur saciado con una corona encadenada con pezuñas y armada
- Lema, FOY POUR DEVOIR (francés medio FAITH FOR DUTY)

## Condes de Somerset

### Primera creación (1141-1155)
- William de Mohun de Dunster, I conde de Somerset (d. c.1155) cuyos descendientes nunca reclamaron el título.

### Segunda creación (1397-1448)
- John Beaufort, I conde de Somerset (1371/1373–1410), hijo mayor legitimado de John de Gaunt, I duque de Lancaster
- John Beaufort, I conde de Somerset (c. 1373-1410) perdió sus marquesados cuando Enrique IV de Inglaterra accedió en 1399
- Henry Beaufort, II conde de Somerset (1401-1418), hijo mayor del I conde
- John Beaufort, III conde de Somerset, I duque de Somerset (1404–1444), hermano del anterior, creó Duque de Somerset en 1443.
- Edmund Beaufort, IV conde de Somerset, I duque de Somerset (c. 1406-1455), hermano del anterior, elevado a ducado en 1448.

### Tercera creación (1613-1645)
- Robert Carr, I conde de Somerset (c. 1590-1645), un favorito de Jacobo I de Inglaterra y VI de Escocia, murió sin descendencia.

## Marqueses de Somerset (1397-1399)
- John Beaufort, I marqués de Somerset, I marqués de Dorset (1371/1373–1410) fue nombrado marqués más tarde el mismo año por su papel como contra-apelante

## Duques de Somerset

### Primera creación (1443-1444)
- John Beaufort, I duque de Somerset (1404-1444), murió sin descendencia masculina, cuando su ducado se extinguió

### Segunda creación (1448-1471)
A menudo numerados del 2 al 4 para incluir a John, el hermano de Edmund, cuyo título, sin embargo, técnicamente estaba extinto
- Edmund Beaufort, II duque de Somerset (c. 1406-1455), se convirtió en duque de Somerset en 1448
- Henry Beaufort, III duque de Somerset (1436-1464), hijo mayor de Edmund, cuyos títulos se perdieron desde 1461 hasta 1463
- Edmund Beaufort, IV duque de Somerset (c. 1438–1471), segundo hijo de Edmund, puede o no ser considerado duque, pero fue llamado así por los lancasterianos

### Tercera creación (1499-1500)
- Edmund Tudor, I duque de Somerset (1499-1500), tercer hijo de Enrique VII de Inglaterra, murió en la infancia.

### Duque de Richmond y Somerset (1525-1536)
- Henry FitzRoy, I duque de Richmond y Somerset (1519-1536), hijo ilegítimo de Enrique VIII de Inglaterra, murió sin descendencia.

### Cuarta creación (1547-1552)
- Edward Seymour, I duque de Somerset (c. 1500–1552), tío y Lord Protector de Eduardo VI de Inglaterra, fue depuesto y ejecutado y sus títulos perdidos en 1552.

#### Cuarta creación restaurada (1660-)
- William Seymour, II duque de Somerset (1588-1660), bisnieto del I duque a través del tercer hijo del I duque, Edward Seymour, I conde de Hertford, y un Cavalier, fue recompensado con la restauración del ducado poco después de la Restauración Estuardo
  - William Seymour, Lord Beauchamp (1621–1642), hijo mayor del II duque, falleció antes que su padre soltero
  - Robert Seymour, Lord Beauchamp (1622–1646), segundo hijo del II duque, falleció antes que su padre soltero
  - Henry Seymour, Lord Beauchamp (1626-1654), tercer hijo del II duque, falleció antes que su padre
- William Seymour, III duque de Somerset (1650–1671), único hijo de Henry Seymour, Lord Beauchamp, murió sin descendencia
- John Seymour, IV duque de Somerset (antes de 1646-1675), cuarto y menor hijo del II duque, murió sin descendencia
- Francis Seymour, V duque de Somerset (1658–1678), bisnieto de Edward Seymour, vizconde Beauchamp a través de los Lords Seymour de Trowbridge; él mismo hijo mayor del cuarto hijo del I duque; Edward Seymour, I conde de Hertford; murió sin descendencia
- Charles Seymour, VI duque de Somerset (1662-1748), "El orgulloso duque", hermano menor del V duque
- Algernon Seymour, VII duque de Somerset (1684-1750), hijo mayor del VI duque
  - George Seymour, vizconde de Beauchamp (1725–1744), único hijo del VII duque, falleció antes que su padre sin descendencia
- Edward Seymour, VIII duque de Somerset (1695–1757), tataranieto de Sir Edward Seymour, I baronet de los Seymour Baronets de Berry Pomeroy; él mismo hijo único del segundo hijo del I duque que tiene descendencia masculina; Sir Edward Seymour, de Berry Pomeroy
- Edward Seymour, IX duque de Somerset (1717-1792), hijo mayor del VIII duque
- Webb Seymour, X duque de Somerset (1718-1793), segundo hijo del VIII duque
- Edward Adolphus St Maur, XI duque de Somerset (1775–1855), único hijo del décimo duque
- Edward Adolphus Seymour, XII duque de Somerset (1804–1885), hijo mayor del XI duque
  - Edward Adolphus Ferdinand Seymour, conde St Maur (1835–1869), hijo mayor del XII duque, falleció antes que su padre sin descendencia legítima
- Archibald Algernon Henry Seymour, XIII duque de Somerset (1810–1891), segundo hijo del XI duque, murió sin descendencia
- Algernon Percy Banks St Maur, XIV duque de Somerset (1813–1894), tercer y menor hijo del XI duque
- Algernon St Maur, XV duque de Somerset (1846-1923), hijo mayor del XIV duque, murió sin descendencia
- Edward Hamilton Seymour, XVI duque de Somerset (1860-1931), tataranieto del Reverendo Lord Francis Seymour, cuarto y menor hijo del VIII duque
- Evelyn Francis Edward Seymour, XVII duque de Somerset (1882-1954), único hijo del XVI duque
  - Francis William Seymour (1906–1907), hijo mayor del XVII duque, murió en la infancia
  - Algernon Francis Edward Seymour (1908–1911), segundo hijo del XVII duque, murió joven
- Percy Hamilton Seymour, XVIII duque de Somerset (1910–1984), tercer y menor hijo del XVII duque
- John Michael Edward Seymour, XIX duque de Somerset (n. 1952), hijo mayor del XVIII duque

El heredero aparente es el hijo mayor del actual titular, Sebastian Edward Seymour, Lord Seymour (n. 1982).

## Condes St Maur (1863-1885)
- Edward Adolphus Seymour, XII duque de Somerset, I conde St Maur (1804–1885) fue creado conde St Maur (pronunciado "Seemer") en la nobleza del Reino Unido cuando ya era duque de Somerset, con el fin de proporcionar un título de cortesía más antiguo para su heredero.
- Edward Adolphus Ferdinand Seymour, II conde St Maur (1835–1869), el hijo mayor del I conde, fue el único hombre llamado "conde St Maur", como él y su hermano menor murieron solteros. En 1885, cuando el ducado volvió a su tío Archibald Seymour, XIII duque de Somerset, el condado se extinguió.